# Liste de personnalités liées à Bordeaux

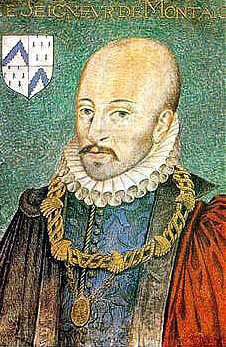
Michel de Montaigne

Cet article liste les personnalités liées à Bordeaux.

## Personnes célèbres nées à Bordeaux
(classement par année de naissance)

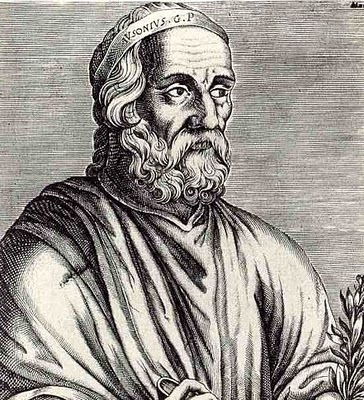
Ausone

- L'Anonyme de Bordeaux, pèlerin qui s'est rendu à Jérusalem au IVe siècle.

### Naissances auIVesiècle
- Ausone, poète latin, préfet des Gaules et proconsul d'Asie né vers 309, († vers 394 près de Bordeaux).
- Amand de Bordeaux, Saint Amand, évêque de Bordeaux, († vers 431).
- Paulin de Nole, Saint Paulin, poète latin et évêque de Nole né vers 353, († 431 à Rome).
- Eutrope (Flavius Eutropius en latin), un haut fonctionnaire et un historien romain du IVe siècle, auteur de l’Abrégé de l'histoire romaine.

### Naissances auXIIIesiècle
- Béatrice d'Angleterre, fille du roi d'Angleterre Henri III Plantagenêt et d'Éléonore de Provence née le 25 juin 1242, († 24 mars 1275 à Londres).

### Naissances auXIVesiècle

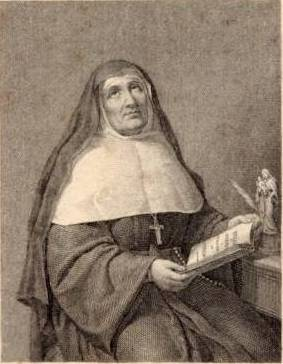
Sainte Jeanne de Lestonnac

- Richard II d'Angleterre, roi d'Angleterre né le 6 janvier 1367, († 17 février 1400 en Angleterre).

### Naissances auXVIesiècle
- Pierre de Lancre, magistrat au Parlement de Bordeaux né en 1553, († 1631 à Loubens).
- Sainte Jeanne de Lestonnac, fondatrice de la Compagnie de Marie Notre-Dame née le 27 décembre 1556, († 2 février 1640).
- Olive de Lestonnac, femme d'affaires, née en 1572 à Bordeaux et morte le 10 décembre 1652 dans son domaine de Château Margaux.
- Philibert du Sault, ecclésiastique qui fut coadjuteur en 1618 puis évêque de Dax de 1623 à 1638 née le 25 mars 1598, († 2 novembre 1638).

### Naissances auXVIIesiècle
- César d'Albret, maréchal de France né en 1614, († 3 septembre 1676 à Bordeaux).
- Gabriel de Guilleragues, journaliste, diplomate et écrivain né le 18 novembre 1628, († 15 mars 1685 à Constantinople).
- Pierre-François Lafitau, jésuite, homme de lettres, agent diplomatique et évêque de Sisteron, né le 7 février 1685, († 5 avril 1764 à Sisteron).
- Jean-Jacques Bel, parlementaire de Bordeaux, auteur et bienfaiteur, né le 20 mars 1693,(† 15 août 1738 à Paris).

### Naissances auXVIIIesiècle
- Jean-Baptiste Malter, danseur et maître à danser né le 6 novembre 1701, († 1746).
- François Bigot, dernier intendant de la Nouvelle-France né en janvier 1703, († 12 janvier 1778 à Neuchâtel).
- Jean-Baptiste Barrière, violoncelliste et compositeur né le 2 mai 1707, († 6 juin 1747 à Paris).
- Jacques Baurein, prêtre, historien et géographe né le 16 juillet 1713, († 23 mai 1790 à Bordeaux).
- Augustin Roux, médecin né en 1726, († 1er septembre 1776 à Paris).
- Joseph Black, médecin et chimiste écossais né le 16 avril 1728, († 6 décembre 1799 à Édimbourg).

- 1734 :

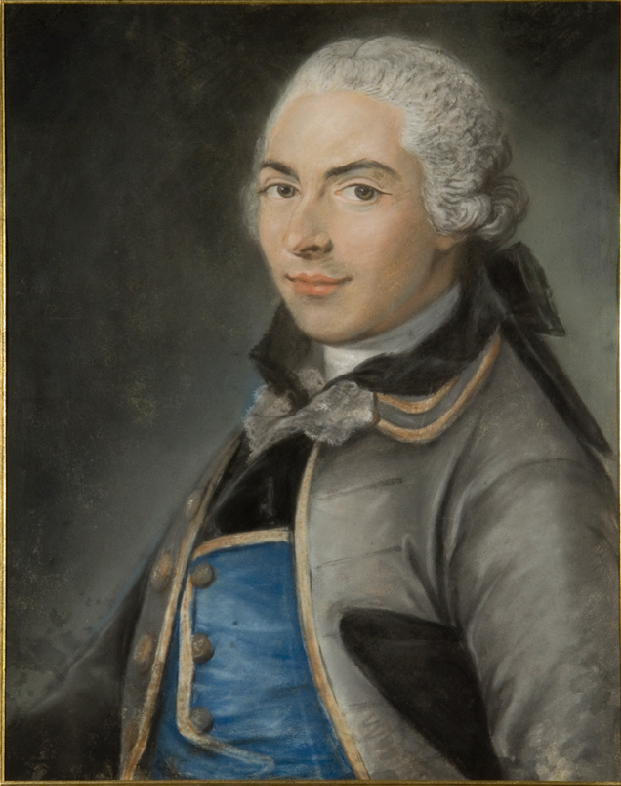
André-Daniel Laffon de Ladebat

  - Nicolas Thomas de Sorlus-Crause, général de brigade de la Révolution française, né le 14 février 1734, († 4 janvier 1813 à Cézac (Gironde)).
  - François-Armand de Saige, homme politique né le 20 février 1734, († exécuté le 23 octobre 1793, 2 brumaire an II).
- Jean Ferrière, maire de Bordeaux sous la Convention né le 10 décembre 1741, († 1813).
- 1745 :
- Pierre Lacour, dit « le père », peintre né en 1745, († 1814 à Bordeaux).
- Jean-Baptiste Feyzeau, compositeur, né en 1745 († 1806 à Bordeaux)
- André-Daniel Laffon de Ladebat, financier, homme politique et philanthrope né le 30 novembre 1746, († 14 octobre 1829 à Paris).
- Guillaume-Joseph Saige, né à Bordeaux le 26 février 1746, mort dans la même ville le 31 octobre 1804, avocat, auteur du « Catéchisme du citoyen... »
- François-Armand, comte Cholet, homme politique né le 8 juillet 1747, (✝ 4 novembre 1826 à Paris).
- 1749 :
  - Jean-Baptiste Lynch, comte de l'Empire, maire de Bordeaux et pair de France né le 3 juin 1749, († 15 août 1835 à Dauzac).
  - Friedrich Metzler, financier, mécène et homme politique, né le 17 juin 1749, († 11 mars 1825 à Offenbach-sur-le-Main).
- Jean-Baptiste Joly, militaire et général vendéen né vers 1750 ou 1760, († 1796 près de Saint-Laurent-sur-Sèvre).
- Jean-Antoine Grangeneuve, homme de loi et homme politique né le 4 décembre 1751, († exécuté le 21 décembre 1793 à Bordeaux).
- Laurent Lafaurie de Monbadon, militaire et homme politique né le 3 août 1757, († 29 décembre 1841 à Bordeaux).
- 1758 :
- Armand Gensonné, député de la Gironde à la Convention nationale, né le 10 août 1758, († guillotiné le 31 octobre 1793 à Paris).
- Antoine Charles Horace Vernet, dit Carle Vernet, peintre, dessinateur et lithographe né le 14 août 1758, († 27 novembre 1836 à Paris).
- Jean-Bertrand Andrieu, sculpteur et graveur médailleur né le 4 novembre 1761, († 6 décembre 1822 à Paris).
- 1765 :
  - Jean-François Ducos, député de la Convention né le 26 octobre 1765, († guillotiné le 31 octobre 1793 à Paris).
  - Joseph Latour, général de brigade né le 1er novembre 1765, († 1er novembre 1833 à Paris).
- Jean-Baptiste Boyer-Fonfrède, Girondin né le 5 décembre 1766, († exécuté le (10 brumaire an II), (31 octobre 1793, à Paris).
- Jacques Joseph Garat, homme politique né le 9 février 1767, († 1837 ou 1839 à Bordeaux).
- 1768 :
  - Joseph-Marie de Gourgue, maire de Bordeaux et député Girondin né en 1768, († 1832 à Langon).
  - Étienne Marie Antoine Champion de Nansouty, général et écuyer de l'Empereur né le 30 mai 1768, († 12 février 1815 à Paris).
  - Pierre Baste, généra de la Révolution et de l’Empire né le 21 novembre 1768, († 29 janvier 1814 à Brienne-le-Château).
- Jean Boudet, général de division né le 9 février 1769, († 14 septembre 1809 en Tchécoslovaquie).
- Joseph-Michel-Pascal Buhan, auteur dramatique, avocat, poète et polémiste français né le 17 avril 1770, († 24 février 1822 à Bordeaux).
- 1771 :
  - François Fournier de Pescay, médecin et chirurgien né le 7 septembre 1771, († 8 juillet 1833 à Pau).
  - Charles Dupaty, sculpteur né le 29 septembre 1771, († 12 novembre 1825 à Paris).
- Joseph Dominique Fabry-Garat, chanteur lyrique, professeur de chant et compositeur né le 29 octobre 1772, († 10 février 1851 à Paris).
- 1774 :
  - Pierre Rode, compositeur et violoniste né le 16 février 1774, († 25 novembre 1830 au Château de Bourbon, près de Damazan).
  - Joseph-Thomas Brun, négociant et homme politique né le 25 novembre 1774, († 8 avril 1838 à Bordeaux).
- Louis Antoine Collas (en), peintre et miniaturiste né en 1775.
- Antoine Verdié, dit Meste Verdié, poète et auteur de comédies né le 11 décembre 1779, († juillet 1820).
- Philippe-Alexandre Le Brun de Charmettes, historien, homme de lettres et administrateur français (° 7 avril 1785, († 13 mai 1780) à Chartres).
- Jean Alaux, dit « le Romain », peintre né le 15 janvier 1786, († 2 mars 1864 à Paris).
- François-Ferdinand Decombe, dit Albert, danseur et maître de ballet né le 15 avril 1789, († 18 juillet 1865 à Fontainebleau).
- 1790 :
  - Raymond Quinsac Monvoisin, artiste peintre né le 31 mai 1790, († 26 mars 1870 à Boulogne-sur-Mer).
  - Jacques-Henri Wustenberg, négociant et homme politique né le 1er octobre 1790, († 16 octobre 1865 à Bordeaux).
- Louis Graves, géologue, botaniste, archéologue et ethnologue né le 21 octobre 1791, († 5 juin 1857 à Paris).
- David Lévi Alvarès (1794-1870), professeur et pédagogue.
- Humanité-René Philastre, peintre décorateur français, né le 10 mai 1794, († 28 septembre 1871 à Paris).
- Olinde Rodrigues, un mathématicien, financier et économiste français ; il fut à l'avant-garde du mouvement saint-simonien. Né le 6 octobre 1795 à Bordeaux, mort le 17 décembre 1851 à Paris.
- 1800 :
  - Jean Adrien Brun, haut fonctionnaire français, poète et traducteur né le 21 juin 1800, († 20 février 1879 à Paris).
  - Joseph-Adolphe Thiac, architecte né le 4 juillet 1800, († 24 décembre 1865 au Bouscat).
  - Jules Du Bern de Boislandry, magistrat et écrivain né le 28 juillet 1800, († 22 octobre 1880 à La Ferté-Gaucher).
  - Jacob Rodrigue Émile Pereire, banquier né le 3 décembre 1800, († 5 janvier 1875 à Paris).

### Naissances auXIXesiècle
- Adrien Dauzats, peintre, illustrateur et lithographe né le 16 juillet 1804, († 18 février 1868 à Paris).
- Jacques Raymond Brascassat, peintre né le 30 août 1805, († 28 février 1867 à Paris).
- Isaac Rodrigue Pereire, banquier né le 25 novembre 1806, († 12 juillet 1880 à Château d'Armainvilliers).
- Narcisse Díaz de la Peña, artiste-peintre né le 20 août 1807, († 18 novembre 1876 à Menton).
- Jean-Louis Gintrac, peintre, dessinateur et lithographe, né le 7 novembre 1808, († 20 juillet 1886 à Caudéran).
- Marc Constantin, parolier, chansonnier, poète, écrivain, compositeur, librettiste, journaliste et auteur de théâtre français né le 31 décembre 1810, († 27 janvier 1888 à Paris).
- Lucien Arman, constructeur naval et homme politique né le 23 novembre 1811, († 7 octobre 1873 à Bordeaux).
- Alexis Azevedo, critique musical et musicographe né le 15 mars 1813, († 21 décembre 1875 à Paris).
- Pierre-Alfred Ravel, acteur né en 1814, († 26 avril 1885 à Neuilly-sur-Seine).
- 1815 :
  - Henri Justamant, danseur et maître de ballet né le 29 mars 1815, († 2 janvier 1890 à Saint-Maur-des-Fossés).
  - Jean Rémusat, flûtiste et compositeur né le 11 mai 1815, († 1er septembre 1880 à Shanghai).
  - Adolphe François Monfallet, danseur, maître de ballet et peintre né le 17 septembre 1815, († 31 juillet 1900 à Neuilly-Plaisance).
- Charles Lévêque, philosophe né le 7 août 1818, († janvier 1887 à Meudon).
- Bénita Anguinet, illusionniste, né le 22 juillet 1819, († 28 octobre 1887 à Madrid)
- Émile Fourcand, sénateur, maire de Bordeaux né le 14 novembre 1819, († 2 septembre 1881 à Tresses).

- 1821 :

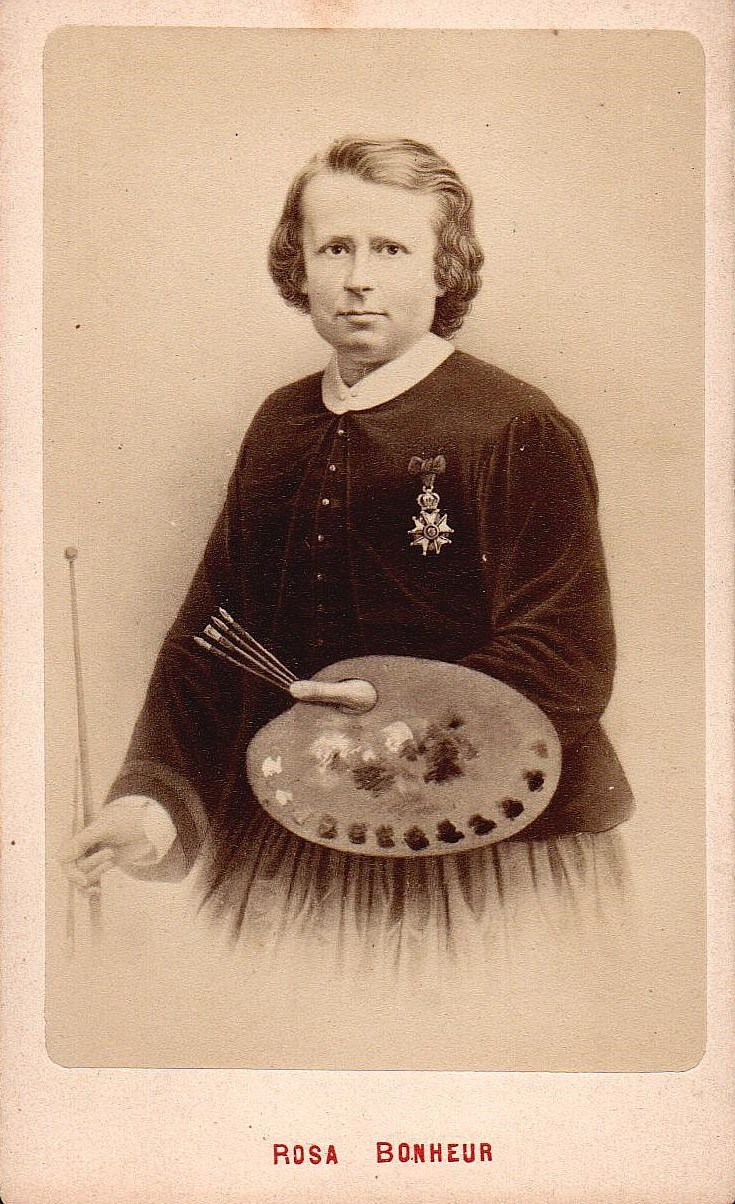
Rosa Bonheur

  - Hippolyte Monplaisir, danseur et maître de ballet né en 1821, († 10 juin 1877 à Besana in Brianza).
  - Théophile Emmanuel Duverger, peintre né le 17 mars 1821, († 25 août 1898 à Écouen).
- Rosa Bonheur, artiste-peintre et sculptrice née le 16 mars 1822, († 25 mai 1899 à Thomery).
- Martin Léonce Chabry, peintre né le 18 avril 1832, († 19 juillet 1882 à Bruxelles).
- 1833 :
  - Hortense Schneider, cantatrice née le 30 avril 1833, († 5 mai 1920 à Paris).
  - Aurélien Scholl, journaliste, auteur dramatique et romancier né le 13 juillet 1833, († 16 avril 1902 à Paris).
- Charles Lamoureux, violoniste et chef d'orchestre né le 21 septembre 1834, († 21 décembre 1899 à Paris).
- 1835 :
  - Albert Brandenburg, homme politique, maire de Bordeaux né le 23 janvier 1835, († 21 mars 1886 à Bordeaux).
  - Auguste Renaud, agriculteur et homme politique né le 18 octobre 1835, († 7 juillet 1897 à Bouctouche).

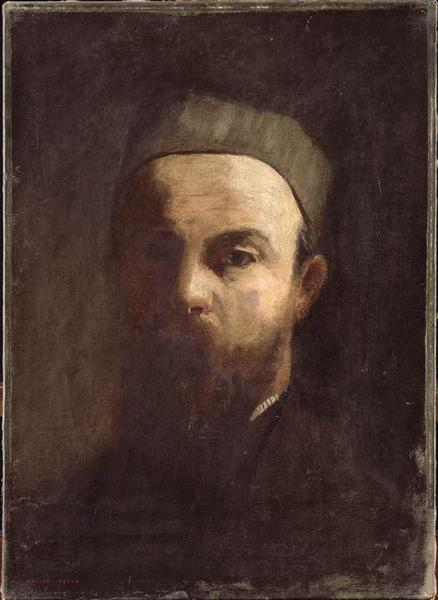
Odilon Redon

- Nathaniel Johnston, négociant et homme politique né le 29 mai 1836, († 10 septembre 1914 au Havre).
- Édouard Colonne, chef d'orchestre né le 23 juillet 1838, († 28 mars 1910 à Paris).
- Odilon Redon, peintre, dessinateur et graveur né le 22 avril 1840, († 6 juillet 1916 à Paris).
- 1841 :
  - Léon Valade, poète et auteur dramatique né le 7 mai 1841, († 18 juin 1883 à Paris).
  - Catulle Mendès, écrivain et poète né le 21 mai 1841, († 8 février 1909 à Saint-Germain-en-Laye).
  - Madame Annaly, artiste peintre née le 5 juillet 1841, († octobre 1910 en Suisse).
- 1842 :
- William Chaumet, compositeur, né le 26 avril 1842, († 19 octobre 1903 à Saint-Médard-en-Jalles).
- 1843 :
  - Henri Dutasta, professeur de philosophie, ancien maire de Toulon, né à Bordeaux le 10 octobre 1843
  - Valentine Haussmann, maîtresse de Napoléon III née le 1er décembre 1843, († 3 avril 1901 à Arcachon).
- 1844 :
  - Alphonse Dumilatre, sculpteur né en 1844, († 1928 à Saint-Maurice).
  - Franz Schrader, géographe, alpiniste, cartographe et peintre né le 11 janvier 1844, († 18 octobre 1924 à Paris).
  - Charles Gruet, homme politique, maire de Bordeaux né le 2 août 1844, († 6 août 1928 à Bordeaux).
- Léon de la Brière, écrivain politique né le 14 janvier 1845, († 12 septembre 1899 à Vif).
- 1849 :
  - Daniel-Oscar Peigne, dit Oscar Poigny, danseur et chorégraphe né le 5 avril 1849.
  - Georges de Porto-Riche, dramaturge et romancier né le 20 mai 1849, († 5 septembre 1930 à Paris).
- André Castex, médecin né le 27 mai 1851, († 14 janvier 1942 à Paris).
- Auguste-Antoine Durandeau, peintre, né le 30 juillet 1854, mort en 18 novembre 1941 à Bourg-la-Reine.
- 1855 :
  - Éloi Ouvrard, artiste de café-concert né en 1855, († 1938 à Bergerac).
  - Émile Moure (Bordeaux, Gironde, 1er août 1855 - Cannes, 28 novembre 1941, médecin français, à l'origine de l'oto-rhino-laryngologie (ORL) ;
- 1858 :
  - Charles Cazalet, grande figure bordelaise né le 22 juin 1858, († 18 janvier 1933 à Bordeaux).
  - Oswald Heidbrinck, peintre dessinateur et caricaturiste né le 14 octobre 1858 à Bordeaux († 15 mars 1914 à Paris).
- Maurice Martin, poète et journaliste né en 1861, († 1941 à Bordeaux).
- Fernand Courty, astronome né le 11 juin 1862, († 1921 à Bordeaux).
- 1863 :
  - Félix Carme, peintre né le 20 janvier 1863, († 1938 à Bordeaux).
  - Henry Expert, musicologue né le 12 mai 1863, († 1952 à Tourrettes-sur-Loup).
- 1864 :
  - Hermann Delpech, peintre, né en 1864 († 1945 à Bordeaux).
  - Georges Louis Rodier, professeur de philosophie et universitaire français né le 11 août 1864, († 10 janvier 1913 à Marseille).
- 1866 :
  - Gaston Schnegg, sculpteur et peintre né en 1866, († 1953 à Paris).
  - Ange-Jean Guépin (Bordeaux, 16 octobre 1866 - Cannes, 27 février 1954), médecin français ;
- Sylvain Eugène Raynal, officier militaire né le 3 mars 1867, († 13 janvier 1939 à Boulogne-Billancourt).
- 1868 :
  - François Max Bugnicourt, peintre et graveur né en 1868, († 1936 à Bordeaux).
  - Berthe-Corinne Le Barillier, dite Jean Bertheroy, écrivain née le 4 juillet 1868, († 24 janvier 1927 à Le Cannet).
  - Léon-Alexandre Blanchot, dit Ivan Loewitz, sculpteur et illustrateur né le 25 novembre 1868, († 27 juin 1947 à Paris).
- Maurice Dubois, peintre né le 4 juin 1869, († 30 mai 1944 à Preignac).
- Charles Tournemire, organiste et compositeur né le 22 janvier 1870, († 4 novembre 1939 à Arcachon).
- Émile Brunet, peintre né le 30 août 1871, († 20 septembre 1943 à Arès).
- 1869 : Pierre Marcel-Béronneau, peintre, aquarelliste, dessinateur et graveur né le 14 juillet 1869, († 13 janvier 1937 à La Seyne-sur-Mer).
- 1872 :
  - Claude Roland, (Bordeaux, 13 février 1872 - Cannes, 27 novembre 1946), auteur dramatique et chansonnier français ;
  - Pierre Lafitte, journaliste, éditeur et patron de presse né le 3 mai 1872, († 13 décembre 1938 à Paris).
  - Albert Sarraut, homme politique né le 28 juillet 1872, († 26 novembre 1962 à Paris).
- 1873 :
  - Gabrielle Pène-Castel, dite Gabrielle Fontan, actrice née le 16 avril 1873, († 8 septembre 1959 à Juvisy-sur-Orge).
  - Jean Roger-Ducasse, compositeur né le 18 avril 1873, († 19 juillet 1954 au Taillan-Médoc).
- Pierre-Gaston Rigaud, peintre né le 4 août 1874, († 27 juin 1939 à Paris).
- 1875 :
  - Albert Dalimier, homme politique né le 20 février 1875, († 6 mai 1936) à Neuilly-sur-Seine (Hauts-de-Seine).
  - Albert Marquet, peintre né le 27 mars 1875, († 14 juin 1947 à Paris).
  - Jean-Louis Lefort, peintre né le 15 juin 1875, († 26 août 1954 à Nogent-sur-Marne).
  - Albert Libertad, militant anarchiste né le 24 novembre 1875, († 12 novembre 1908 à Paris).
- Raoul Laparra, compositeur né le 13 mai 1876, († 4 avril 1943 à Boulogne-Billancourt).
- Gustave Samazeuilh, compositeur né le 2 juin 1877, († 4 août 1967 à Paris).
- 1879 :
  - Paul Jacquier, homme politique né le 26 mars 1879, († 3 mars 1961 à Paris).
  - Georges Dorignac, peintre né le 8 novembre 1879, († 21 décembre 1925 à Paris).
- 1880 :
  - Joseph-Ermend Bonnal, organiste et compositeur né le 1er juillet 1880, († 14 août 1944 à Bordeaux).
  - Charles Hairon, sculpteur et professeur d'art né le 16 août 1880, († 16 novembre 1962 à Paris).
  - Jacques Thibaud, violoniste né le 27 septembre 1880, († 1er septembre 1953 sur le mont Cimet, près de Barcelonnette).
  - Julien-Fernand Vaubourgoin, compositeur et professeur de musique né le 29 décembre 1880, († 25 novembre 1952 à Bordeaux).

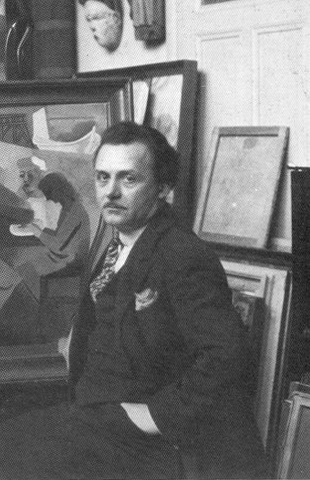
André Lhote

- Charles-Louis Pothier, compositeur et parolier né le 18 avril 1881, († 3 novembre 1962 à Clichy.
- 1882 :
  - Jean Dupas, peintre, dessinateur, affichiste et décorateur né le 21 février 1882, († 1964 à Paris).
  - Jacques Alleman, architecte né le 12 septembre 1882, († 30 octobre 1945 à Nœux-les-Mines).
- 1883 :
  - François-Maurice Roganeau, peintre et sculpteur né le 13 janvier 1883, († 1973 à Aix-en-Provence).
  - Robert Gufflet, skipper né le 5 juin 1883, († 2 janvier 1933 à Casablanca).
  - Fernand Gonder, premier spécialiste du saut à la perche en bambou né le 12 juin 1883, († 12 mars 1969 à Tonnay-Charente).
  - Pierre Chareau, architecte et designer né le 4 août 1883, († 24 août 1950 à New York).
- 1884 :
  - Jacques Louvigny, acteur né le 15 février 1884, († 9 février 1951 à Paris).
  - Jean Decoux, officier de marine né le 5 mai 1884, († 21 octobre 1963 à Paris).
  - Adrien Marquet, homme politique, maire de Bordeaux et ministre né le 6 octobre 1884, († 3 février 1955 à Bordeaux).
- 1885 :
- Camille de Buzon, peintre né le 19 janvier 1885, († 9 novembre 1964 à Mérignac).
- Robert Monier, skipper né le 20 février 1885.
- Jeanne Alleman, dite Jean Balde, femme de lettres née le 14 mars 1885, († 8 mai 1938 à Latresne).
- André Lhote, peintre cubiste et théoricien de l'art né le 5 juillet 1885, († 25 janvier 1962 à Paris).
- François Mauriac, écrivain et journaliste né le 11 octobre 1885, († 1er septembre 1970 à Paris).

- 1886 :

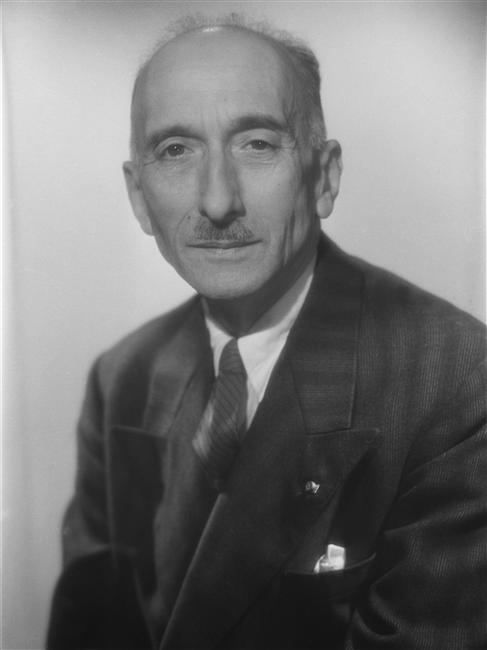
François Mauriac

  - Jacques Rivière, homme de lettres né le 15 juillet 1886, († 14 février 1925 à Paris).
  - Fernande Grossin, artiste peintre naïve française née le 28 octobre 1886, († 6 septembre 1975 à Biarritz).
  - Jean de la Ville de Mirmont, poète et homme de lettres né le 2 décembre 1886, († 28 novembre 1914 à Moussy-Verneuil).
  - François Blanchy, joueur de tennis né le 12 décembre 1886, († 2 octobre 1960 à Saint-Jean-de-Luz).
- 1887 :
  - Charles Le Coq de Kerland, juriste, universitaire et homme politique né en 1887, († 1978).
  - Gustave Alaux, peintre, né le 21 août 1887, († 27 février 1965 à Paris).
- Paul Harfort, champion de natation, né le 21 mai 1888 à Bordeaux, († pour la France le 7 juillet 1916.
- 1889 :
  - Jean Odin, homme politique né le 20 janvier 1889, († 16 octobre 1975 à Bordeaux).
  - Jean-Gabriel Domergue, peintre et graveur, né le 4 mars 1889 à Bordeaux, († 16 novembre 1962 à Paris).
- 1891 :
  - Jean Samazeuilh, joueur de tennis né le 17 janvier 1891, († 13 avril 1965 à Mérignac).
  - André Sauvage, cinéaste, écrivain et peintre né le 12 juillet 1891, († 6 novembre 1975).
  - André Labatut, escrimeur né le 18 juillet 1891, († 30 septembre 1977 à Bordeaux).
  - Eugène Estrade, champion de natation né le 25 novembre 1891 à Bordeaux, mort pour la France le 21 août 1914.
- William Clochard, peintre né le 8 mai 1894, († 13 octobre 1990).
- Pierre Bonny, policier né en 1895, († fusillé 27 décembre 1944 au fort de Montrouge).
- Manon Cormier, avocate, féministe, résistante et déportée, née le 27 août 1896, († 25 mai 1945).
- 1897 :
  - Renée Seilhean, artiste peintre, née le 18 mars 1897 († 20 juin 1990 à Cadaujac).
  - François Ducaud-Bourget, prélat et poète né le 24 novembre 1897, († 12 juin 1984 à Saint-Cloud).
- 1898 :
  - René Durieux, peintre né le 13 février 1898, († 17 juillet 1952 à Crestet).
  - André Chilo, joueur de rugby à XV et athlète né le 5 juillet 1898, († 3 novembre 1982 à Barcus).
- 1899 :
  - Fernand Chapouthier, helléniste et archéologue né le 14 octobre 1899, († 12 décembre 1953 à Paris).
- 1900 :
  - Robert Cami, dessinateur et graveur de médailles et de timbres né le 1er janvier 1900, († 12 janvier 1975 à Paris).
  - Louis Emié, écrivain, musicien, plasticien, journaliste, né le 17 avril 1900, († 27 novembre 1967.
  - Henry Barraud, compositeur né le 23 avril 1900, († 28 décembre 1997 à Saint-Maurice).
  - André Routis, boxeur professionnel né le 16 juillet 1900, († 16 juillet 1969 à Bordeaux).
  - Jacques Chabannes, producteur de télévision et un réalisateur né le 13 octobre 1900, († 16 juin 1994 à Issy-les-Moulineaux).
  - Max Bonnafous, homme politique né le 21 novembre 1900, († 16 octobre 1975 à Nice).

### Naissances auXXesiècle
- 1901 :

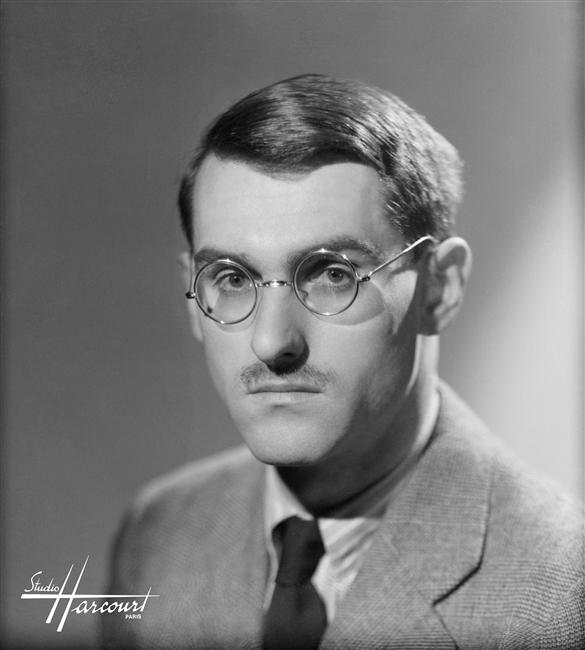
Jean Anouilh.

  - Henri-Pierre Poupard, dit Henri Sauguet, compositeur né le 18 mai 1901, († 22 juin 1989 à Paris).
  - Jules Ramarony, homme politique né le 3 septembre 1901, († 21 octobre 1994).
- Simone Colombier, artiste peintre née le 1er mai 1903, († 1er mars 1984).
- 1904 :
  - Henri Norbert, acteur québécois d'origine française né le 24 avril 1904, († 12 juin 1981 à Granges-sur-Lot).
  - Alexandre André Tellet-Larente, aviateur né le 19 août 1904, († 27 janvier 1939 à Knapsak, près de Cologne).
  - Jean Bichelonne, homme politique né le 24 décembre 1904, († 22 décembre 1944 à Hohenlychen).
- Louis-Jean-Frédéric Guyot, évêque, archevêque puis cardinal né le 7 juillet 1905, († 1er août 1988 à Bordeaux).
- Jules Ladoumègue, coureur de demi-fond né le 10 décembre 1906, († 3 mars 1973 à Boulogne-Billancourt).
- Frédéric Delanglade, peintre, illustrateur et écrivain né le 13 mars 1907, († 29 août 1970 à Avignon).
- Pierre de Léotard, homme politique né le 6 juillet 1909, († 12 août 1992 à Morbier).
- 1910 :
  - Éliane Petit de La Villéon, artiste peintre, graveur et sculptrice née en 1910, († 1969).
  - Jean Anouilh, écrivain et dramaturge né le 23 juin 1910, († 3 octobre 1987 à Lausanne).
  - Pierre Corval, résistant et journaliste français, 21 novembre 1910, († 12 août 1973) à Cannes).
  - Bernard Charbonneau, penseur et philosophe écologiste né le 28 novembre 1910, († 28 avril 1996 à Saint-Palais).

- 1911 :

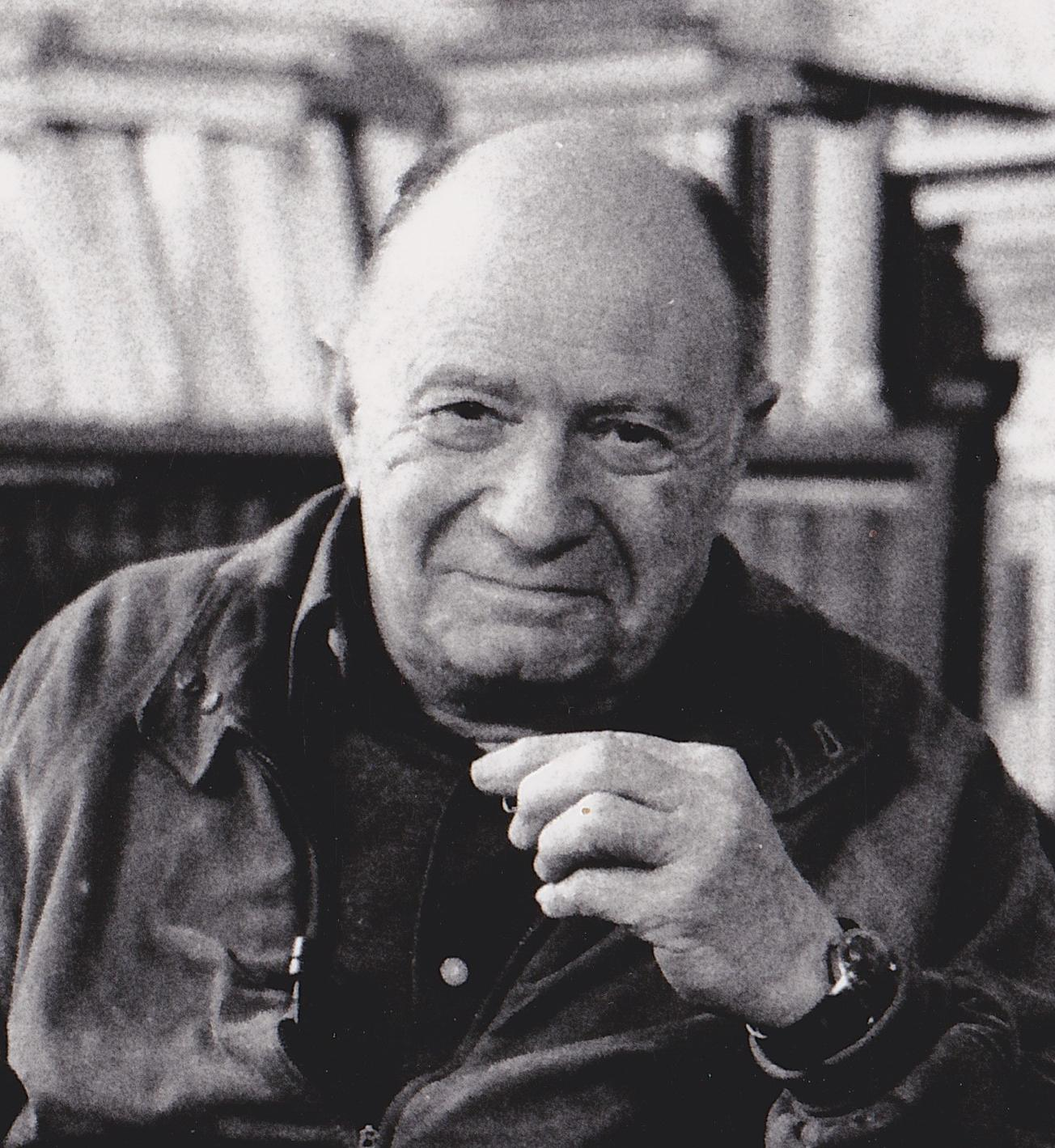
Jacques Ellul.

  - Willy de Spens, écrivain français né le (° 17 février 1911), († 25 mars 1989 à Estignols-par-Aurice).
  - André Gérard, gardien de but professionnel français de football né le 7 mars 1911, († 26 mai 1994 à Tresses).
  - Jean Cayrol, poète, romancier, essayiste et éditeur né le 6 juin 1911, († 10 février 2005 à Bordeaux).
  - Jacques Chevallier, homme politique franco-algérien né le 15 novembre 1911, († 13 avril 1971 à El-Biar).
- 1912 :
  - Jacques Ellul, professeur, sociologue et théologien né le 6 janvier 1912, († 19 mai 1994 à Pessac).
  - Henri Bolelli, joueur de tennis né le 27 février 1912.
  - Jéhan de Buhan, escrimeur né le 5 avril 1912, († 14 décembre 1999 à Bordeaux).
  - Jean Rigaud, peintre né le 15 juin 1912, († 7 février 1999 à Paris).
  - Pierre Skawinski, athlète né le 23 décembre 1912, († 2009).
- 1913 :
  - René Clément, cinéaste né le 18 mars 1913, († 17 mars 1996 à Monaco).
  - Renée Bernard, dite Koringa, artiste de cirque et fakir née en 1913 († 1976 à Villiers-le-Bel)
- François Valorbe, acteur né le 20 octobre 1914, († 23 juin 1977 à Boulogne-Billancourt).
- 1915 :
  - Yvan Le Louarn, dit Chaval, dessinateur né le 10 février 1915, († 22 janvier 1968 à Paris).
  - Félix Jaquemet, Compagnon de la Libération né le 6 avril 1915, († 14 octobre 1945 à Halle-sur-Saale).
  - Marcel Gayant, Compagnon de la Libération né le 25 avril 1915, († 27 septembre 1944 à Andornay).
- 1917 :
  - Danielle Darrieux, actrice née le 1er mai 1917, († 17 octobre 2017 à Bois-le-Roi).
  - Jean Berger, acteur né le 18 novembre 1917.
- Moune de Rivel, auteure-compositrice-interprète originaire de la Guadeloupe, née le 7 janvier 1918 († 27 mars 2014 à Paris).
- Xavier Arsène-Henry, architecte et urbaniste né en 1919, († 19 juin 2009 à Paris).
- 1920 :
  - Marcel Merkès, chanteur d'opérette né le 7 juillet 1920, († 30 mars 2007 à Pessac).
  - Daniel Cordier, résistant, marchand d'art et historien français né le 10 août 1920, († 20 novembre 2020 à Cannes) ;
- 1921 :
  - Éliane Beaupuy-Manciet, artiste peintre, graveuse et illustratrice née le 8 février 1921, († 3 juin 2012 à La Teste-de-Buch ).
  - Jean Lacouture, journaliste, historien et écrivain né le 9 juin 1921.
- 1922 :
  - Dominique Piéchaud, sculpteur et graveur médailleur né le 15 mars 1922, mort le 29 septembre 2011 à Loudun).
  - Henri Arnaudeau, footballeur né le 23 avril 1922, († 23 octobre 1987).
- 1923 :
  - Alban Moga, joueur de rugby à XV né le 1er mai 1923, († 10 avril 1983 à Bordeaux).
  - Jean Renaud-Dandicolle, résistant né le 8 novembre 1923, († exécuté 8 juillet 1944).
- 1924 :
  - Nelson Paillou, handballeur né le 6 janvier 1924, († 17 novembre 1997 dans le Béarn).
  - Jean-Paul Trabut-Cussac, bibliothécaire et historien né le 28 janvier 1924.
  - Pierre Garmendia, homme politique né le 9 juin 1924.
  - Pierre Patureau artiste peintre né le 11 octobre 1924.
- 1925 :
  - André Giraud, haut fonctionnaire et homme politique né le 3 avril 1925, († 27 juillet 1997).
  - Henriette Lambert, artiste peintre née le 17 septembre 1925, († 13 janvier 2020).
  - Michel Gourdon, illustrateur né le 20 novembre 1925, († 15 mars 2011).
- Édouard Glotin, prêtre jésuite né le 17 septembre 1927.
- 1928 :
  - Édouard Molinaro, réalisateur et scénariste né le 13 mai 1928, († 7 décembre 2013 à Paris).
  - Michel Roquebert, écrivain né le 7 août 1928.
- 1929 :
  - Marcel Miramon, dit Marcel Amont, chanteur né le 1er avril 1929
  - Jean-Joseph Sanfourche, peintre, dessinateur et sculpteur 25 juin 1929, à Bordeaux, († 13 mars 2010.
- 1930 :
- Georges Descrières, acteur né le 15 avril 1930, († 19 octobre 2013 à Cannes).
- Jean Forton, écrivain né le 16 juin 1930, († 11 mai 1982 à Bordeaux).

- 1932 :

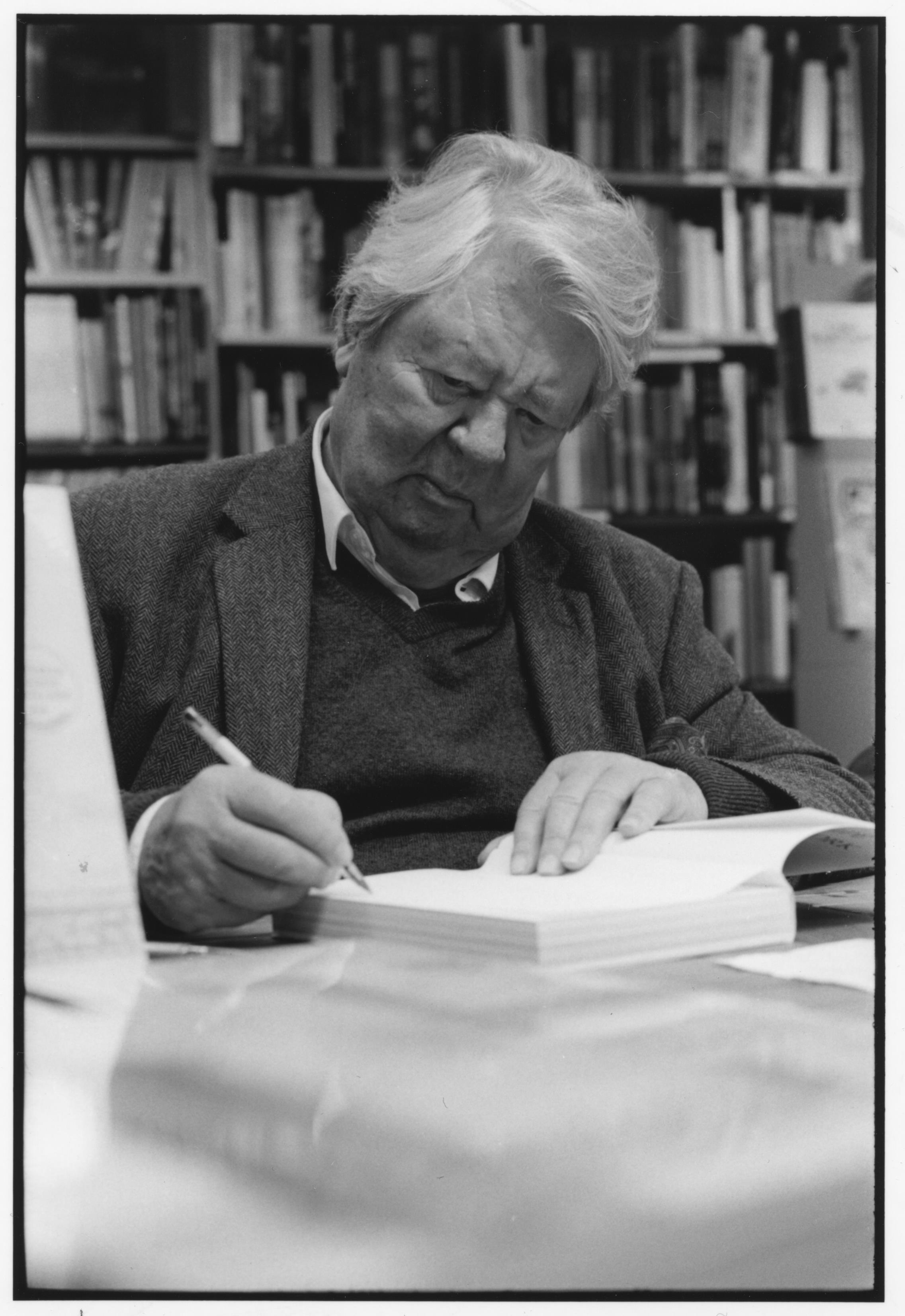
Sempé

  - Paul Leuquet, dessinateur, poète, peintre et graveur né en 1932.
  - Sempé, dessinateur humoriste né le 17 août 1932.
- Michel Mardore, romancier, critique de cinéma, photographe et réalisateur né le 22 octobre 1935, († 18 novembre 2009 à Paris).
- 1936 :
  - Philippe Labarthe, dit Ylipe, dessinateur, peintre et auteur d'aphorismes né le 9 janvier 1936 († 8 mars 2003).
  - Geneviève Fontanel, comédienne née le 27 juin 1936.
- 1937 :
  - Boris Cyrulnik, psychiatre et psychanalyste né le 26 juillet 1937.
  - Pierre Alard, athlète spécialiste du lancer du disque né le 17 septembre 1937, († 13 janvier 2019 à Luçon).
- 1938 :
  - Dominique Merlet, pianiste et organiste né le 18 février 1938.
  - Jean-Claude Reynal, artiste graveur né le 18 février 1938, ( 19 mars 1988 à Bordeaux).
- 1940 :
  - Annick de Rauglaudre, dite Annick Beauchamps, comédienne et animatrice de télévision et de radio née le 17 juin 1940, († 30 avril 1995).
  - Jean-Luc Nancy, philosophe né le 26 juillet 1940.
- Bertrand Piéchaud, sculpteur et peintre né en 1941.
- 1943 :
  - Serge Lama, chanteur né le 11 février 1943.
  - Jean-Louis Tauran, cardinal né le 5 avril 1943, († 5 juillet 2018 à Meriden).
- Christian Morin, animateur, musicien et acteur né le 2 mars 1945.
- 1946 :
  - Sylvain Dubuisson, architecte et designer né en 1946.
  - Jean-Pierre Bouyxou, journaliste, critique et réalisateur né le 16 janvier 1946.
  - Serge Maury, navigateur né le 24 juillet 1946.
  - Anne-Marie Garat, écrivaine, né le 9 octobre 1946.
  - Ric Grech, bassiste de rock né le 1er novembre 1946, († 17 mars 1990 à Leicester).
- Isabelle Mayereau, chanteuse née le 3 septembre 1947.
- 1948 :
  - Philippe Brenot, psychiatre et anthropologue né le 6 mai 1948.
  - Judith Brouste, romancière et poétesse née le 25 juillet 1948.
  - Jean Le Bitoux, journaliste né le 16 août 1948, († 21 avril 2010 à Paris).
- Jean Gallice, footballeur né le 13 mai 1949.
- Catherine Laborde, présentatrice météo, journaliste et écrivain née le 8 mai 1951, († 28 janvier 2025 à l'Île-d'Yeu).
- Françoise Laborde, présentatrice de télévision, journaliste et écrivaine née le 1er mai 1953.
- 1954 :
  - Josiane Maryse Pividal, dite Lolita Lempicka, styliste de mode et créatrice de parfums née en 1954.
  - Jean Teulère, cavalier de concours complet né le 27 février 1954.
- 1957 :
  - Brigitte Gaudin, escrimeuse née le 15 avril 1957.
  - Jean-François Domergue, footballeur né le 23 juin 1957.
  - Jean-Pierre Farandou, Président de la SNCF depuis le 1er novembre 2019 né le 4 juillet 1957.
- Francis Castaing, coureur cycliste sur route et sur piste né le 22 avril 1959.
- 1960 :
  - Pascal Bataille, producteur et animateur de télévision né le 25 janvier 1960.
  - Anh Duong, peintre, sculptrice, actrice et modèle née le 25 octobre 1960.
- 1963 :
  - Catherine Arnaud, judokate française née le 5 février 1963.
  - Sophie Davant, journaliste et animatrice née le 19 mai 1963.
  - Cyril Viguier, homme de communication et de médias né le 4 septembre 1963.
- José Cubero Sánchez, dit El Yiyo, matador né le 16 avril 1964, († 30 août 1985 à Colmenar Viejo).
- 1965 :
  - Bruno Marie-Rose, athlète pratiquant le sprint né le 20 mai 1965.
  - Stéphane Lhomme, directeur de l'Observatoire du nucléaire né le 4 novembre 1965.
- 1967 :
  - Lionel Plumenail, escrimeur né le 22 janvier 1967.
  - Patrick Volto, comédien et metteur en scène né le 28 juillet 1967.
- Jérôme Gnako, footballeur né le 17 février 1968.
- 1969 :
  - Pascal Touzeau, danseur et chorégraphe né en 1969.
  - Olivier Noirot, athlète spécialiste du 400 mètres né le 26 août 1969.
- Bénédicte Dorfman-Luzuy, sportive pratiquant l'aviron née le 2 décembre 1970.
- Pascal Brun, appelé le Boucher de Bègles, grand gagnant du Loto en 2004, dont l'histoire a fortement incité la Française des Jeux à revoir son fonctionnement avec les grands gagnants, notamment avec un accompagnement et un anonymat. Né à Latresne en région Bordelaise, il décède à Bordeaux en 2017.
- 1971 :
  - Régis Spinoza, prêtre catholique traditionaliste, né en 1971.
- 1974 :
  - Stéphanie Cano, handballeuse née le 17 avril 1974.
  - Joalsiae Llado, athlète spécialiste des courses de fond née le 27 novembre 1974.
- Arnaud Tsamere, humoriste et comédien né le 11 mars 1975.
- Benjamin Millepied, danseur et chorégraphe né le 10 juin 1977.
- 1978 :
  - Hoda Lattaf, footballeuse française d'origine marocaine née le 31 août 1978.
  - Frédéric Krantz, athlète spécialiste du 100 et du 200 mètres né le 13 septembre 1978.
- Stéphanie Possamaï, judokate née le 30 juillet 1980.
- Florent Serra, joueur de tennis né le 28 février 1981.
- 1982 :
  - Sylvain Sudrie, triathlète né le 6 mars 1982.
  - Marc Planus, footballeur né le 7 mars 1982.
- Stéphanie Falzon, athlète spécialiste du lancer du marteau née le 7 janvier 1983.
- 1984 :
  - Fabien Gay, sénateur, né le 13 janvier 1984.
  - Pierre Pujol, joueur de volley-ball né le 13 juillet 1984.
  - Benjamin Hennequin, haltérophile né le 24 août 1984.
- Mathilde Froustey, danseuse née le 8 juin 1985.
- 1986 :
  - Claire Mérouze, première femme pilote de chasse qualifiée sur Rafale née en 1986.
  - Sarah Steyaert, athlète de l'équipe de France de voile olympique née le 27 novembre 1986.
- 1987 :
  - Pierre Ducasse, footballeur né le 7 mai 1987.
  - Émilie Andéol, judokate française née le 30 octobre 1987.
- 1990 :
  - Lou de Laâge, actrice née le 27 avril 1990.
  - Alexianne Castel, nageuse spécialiste du dos née le 25 juillet 1990.
- Kévin Menaldo, athlète spécialiste du saut à la perche né le 12 juillet 1992.

### Naissances auXXIesiècle
- Mathieu Capella, acteur né le 17 août 2004.

## Personnes célèbres décédées à Bordeaux
(classement par dates de décès)

### Décès auXIIesiècle
- Mercadier, fidèle lieutenant de Richard Cœur de Lion assassiné † 10 avril 1200.

### Décès auXVIesiècle

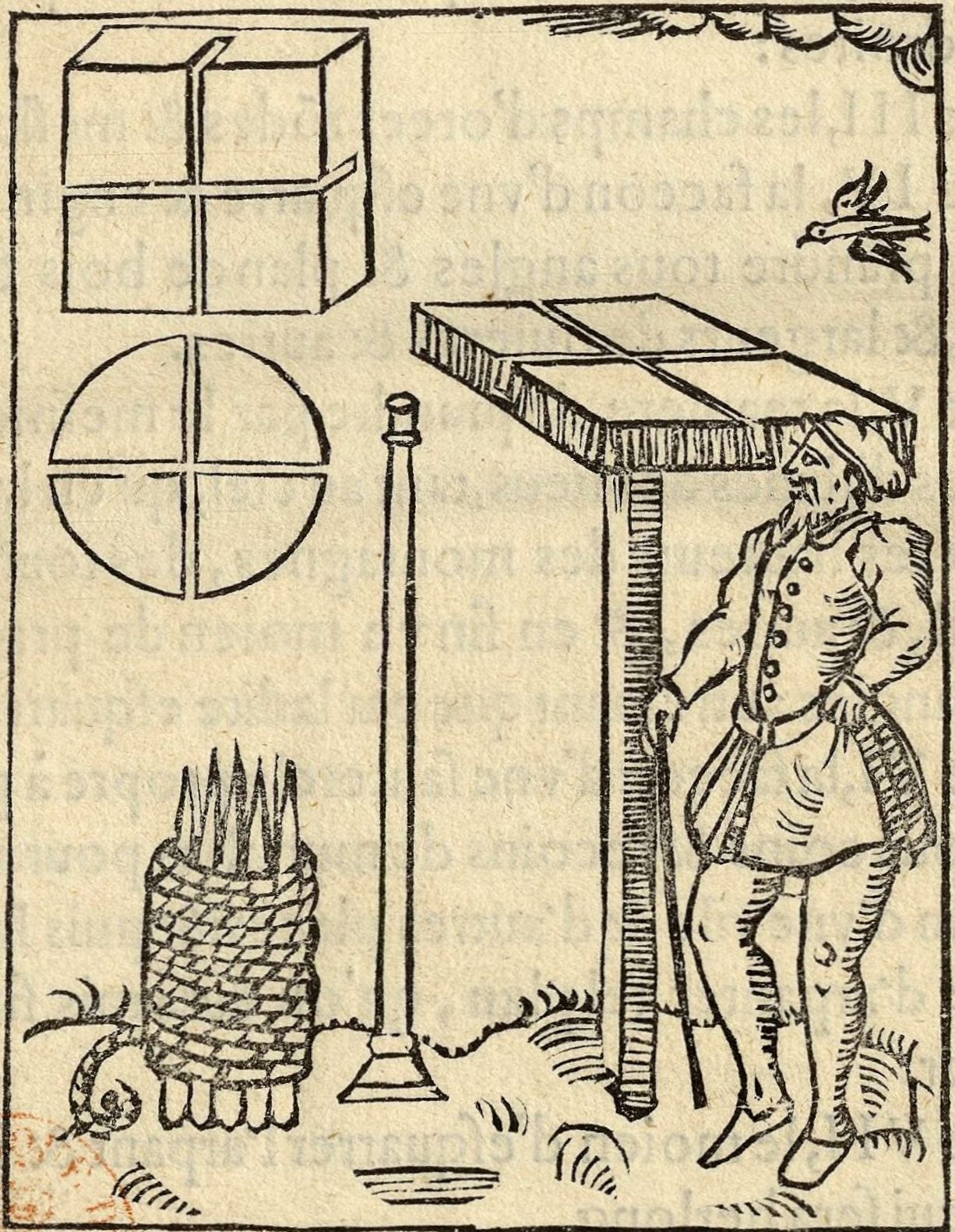
Élie Vinet

- Élie Vinet, (° en 1509 à Saint-Médard), historien et humaniste de la Renaissance. † 1587.
- Diane de Foix, comtesse de Gurson † 24 mai 1587.

### Décès auXVIIesiècle
- Guillaume Briet (° en 1529 à Saint-Émilion), médecin † vers 1606.
- Henri de Schomberg (° en 1575 à Paris), militaire † 1632.
- Timoléon d'Epinay de Saint-Luc (° en 1580), vice-amiral puis maréchal de France † 12 septembre 1644.
- Guillaume Cureau (° vers 1595 à La Rochefoucauld), artiste-peintre † 23 février 1648.

### Décès auXVIIIesiècle
- François-Elie de Voyer de Paulmy d'Argenson (° 22 septembre 1656 à Paris), archevêque † 25 octobre 1728.
- François-Honoré Casaubon de Maniban (° 1684 à Toulouse), archevêque † 29 juin 1743.
- Charles Barbaroux (° 6 mars 1767 à Marseille), homme politique guillotiné † 25 juin 1794.
- Jean-Jacques Leupold (° 1725 à Berne), peintre de portraits † 19 septembre 1795.
- Charles Pierre Pourcin (° 1734 à Nîmes), général des armées de la République † 22 mars 1799.

### Décès auXIXesiècle
- James Napper Tandy (° 1737 à Dublin), général des armées de la République † 24 août 1803.
- Charles-François Delacroix (° 15 avril 1741 à Givry-en-Argonne), député à la Convention puis préfet † 26 octobre 1805.
- Franz Beck (° 20 février 1734 à Mannheim), compositeur allemand † 31 décembre 1809.
- Richard-François Bonfin (° 30 janvier 1730 à Versailles), architecte † 5 mai 1814.

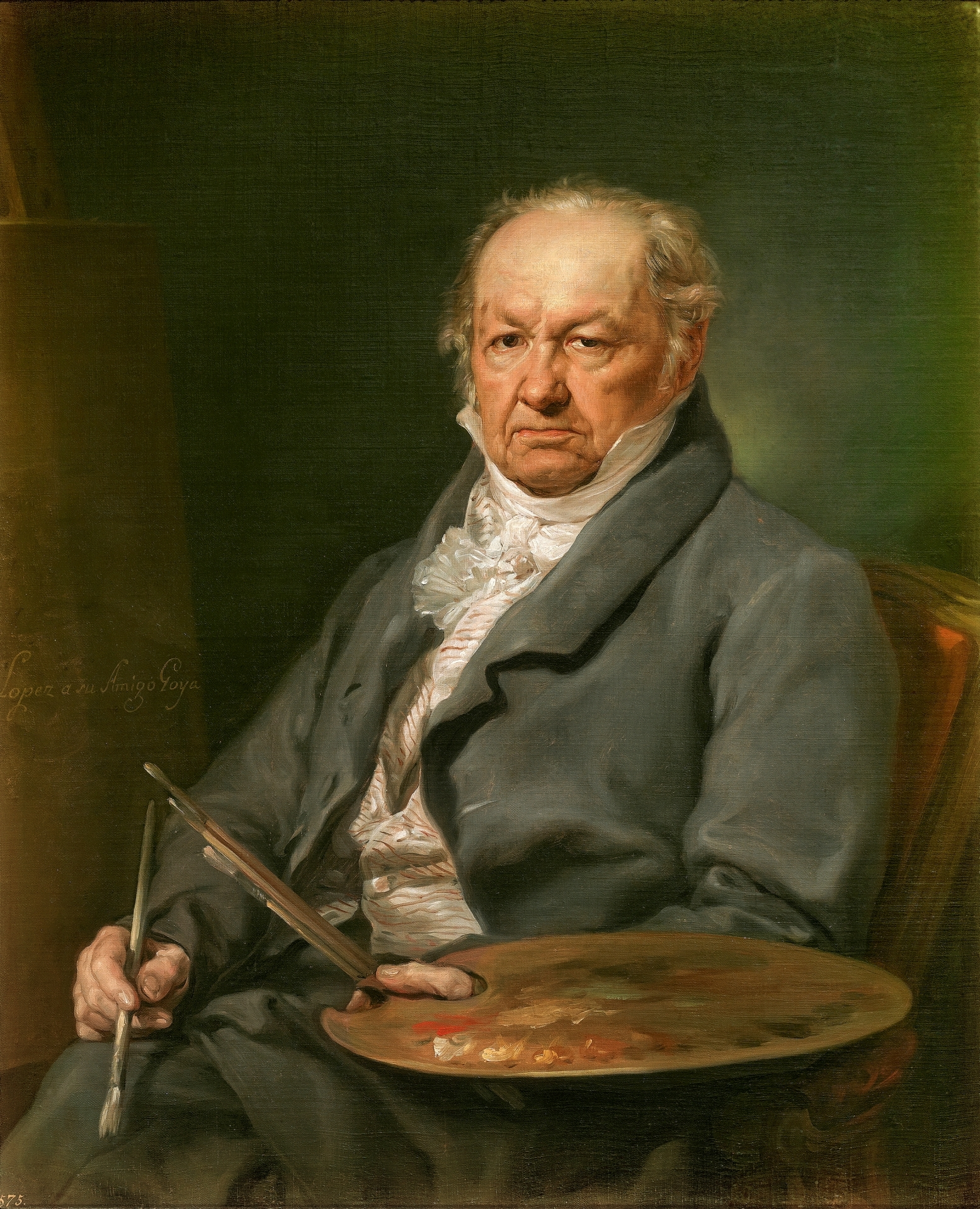
Francisco de Goya

- Jean-Paul-André Razins de Saint-Marc (° 1728), dramaturge et librettiste † 11 septembre 1818.
- Jean Romain Conilh de Beyssac (° 1749), général des armées de la République † 18 décembre 1820.
- Joseph-Michel-Pascal Buhan, auteur dramatique, avocat, poète et polémiste français † 24 février 1822.
- Charles François d'Aviau du Bois de Sanzay (° 1736), archevêque † 11 juillet 1826.
- 1828 :
  - Louis Alméras (° 1768), général des armées de la République et de l'Empire † 7 janvier 1828.
  - Francisco de Goya (° 1746), peintre et graveur espagnol † 16 avril 1828.
- 1829 :
  - Joseph Brugevin (° 1736), marin français, † 28 janvier 1829.
  - François Bergoeing (° 1750), homme politique et membre du Conseil des Cinq-Cents † 28 novembre 1829.
- 1836 :
  - Louis de Sol de Grisolles (° 29 décembre 1761 à Guérande), général français, officier de la Chouannerie † 13 avril 1836.
  - Jean Lefebvre de Cheverus (° 1768), cardinal † 19 juillet 1836.
  - Marie-Thérèse Charlotte de Lamourous (° 1754), fondatrice des sœurs de la Miséricorde † 14 septembre 1836.
- Joseph-Thomas Brun (° 1774), négociant et homme politique † 8 avril 1838.
- Laurent Lafaurie de Monbadon (° 1757), militaire et un homme politique † 29 décembre 1841.

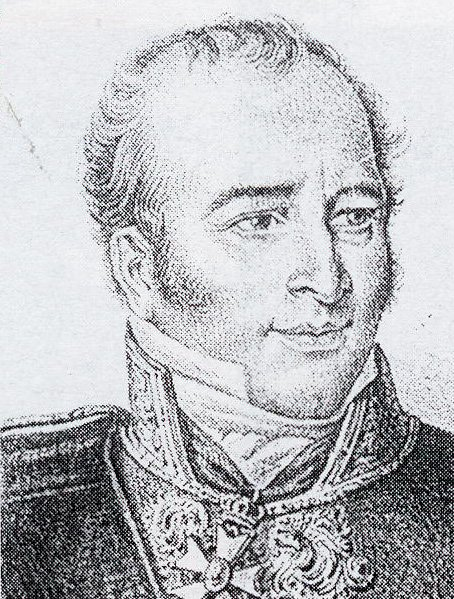
Claude Deschamps

- Claude Deschamps (° 1765), ingénieur et architecte † 13 novembre 1843.
- 1844 :
  - Flora Tristan (° 1803), militante féministe † 14 novembre 1844.
  - Pedro Mariano de Goyeneche (° 1772), juriste espagnol † 30 novembre 1844.
- Pierre-Barthélémy Portal d'Albarèdes (° 1765), homme politique † 11 janvier 1845.
- Pedro Celestino Negrete (° 1777), homme politique mexicain † 11 avril 1846.
- Guillaume-Joseph Chaminade (° 8 avril 1761 à Périgueux, prêtre, fondateur de la Société de Marie (Marianistes) † 22 janvier 1850.
- 1855 :
  - Jean Barthélemy Darmagnac (° 1766), général d'empire † 13 décembre 1855.
  - Pierre de Pelleport (° 1773), général d'empire, maire de Bordeaux † 15 décembre 1855.
- Jacques Delisse (° 1773), botaniste et pharmacologue † 13 mars 1856.
- David Lévi Alvarès (° 7 octobre 1794, pédagogue, † 16 juillet 1870.
- Gustave Curé (° 1799), homme politique † 18 mars 1876.
- Michel Charles Durieu de Maisonneuve (° 1796), botaniste et professeur † 20 février 1878.

- 1882 :

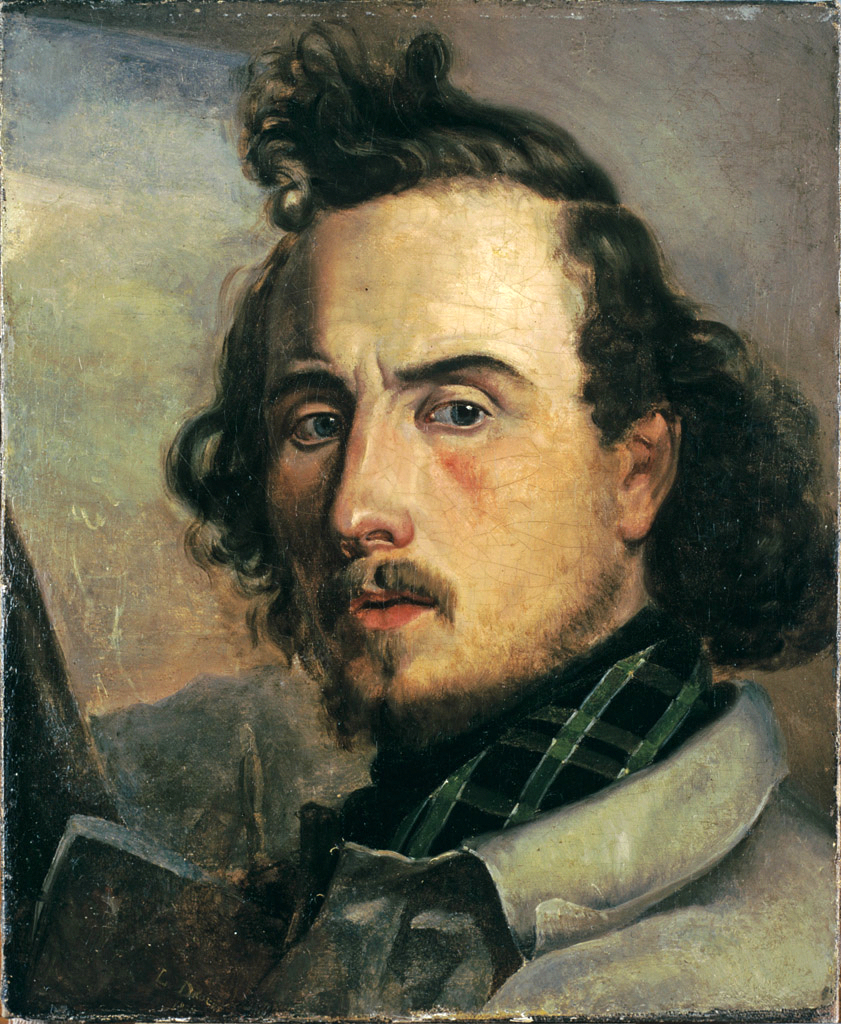
Léo Drouyn

  - Ferdinand-François-Auguste Donnet (° 1795), archevêque puis cardinal † 22 février 1882.
  - François-Alexandre de La Bouillerie (° 1810), archevêque † 8 juillet 1882.
  - Ferdinand-François-Auguste Donnet (° 1795), archevêque puis cardinal † 23 décembre 1882.
- Albert Brandenburg né le 23 janvier 1835 à Bordeaux, homme politique, maire de Bordeaux († 21 mars 1886).
- Jean-Pierre Rateau (° 1800), homme politique † 22 mars 1887.
- Florian Miładowski (° 1819), compositeur polonais († 8 juillet 1889).
- 1894 :
  - Éléonore Rabut (° 1819), comédienne, épouse de Frédérick Lemaître † 21 décembre 1894.
  - Édouard Bonie (° 1819 à Marseille), avocat, collectionneur et bienfaiteur de la ville † 11 décembre 1894.
- Léo Drouyn (° 1816), architecte, archéologue, peintre, dessinateur et graveur † 4 août 1896.
- 1900 :
- Albéric Dupuy (° 1842), peintre † 27 novembre 1900.

### Décès auXXesiècle
- Achille Zo (° 1826), artiste-peintre d'origine basque † 1901.

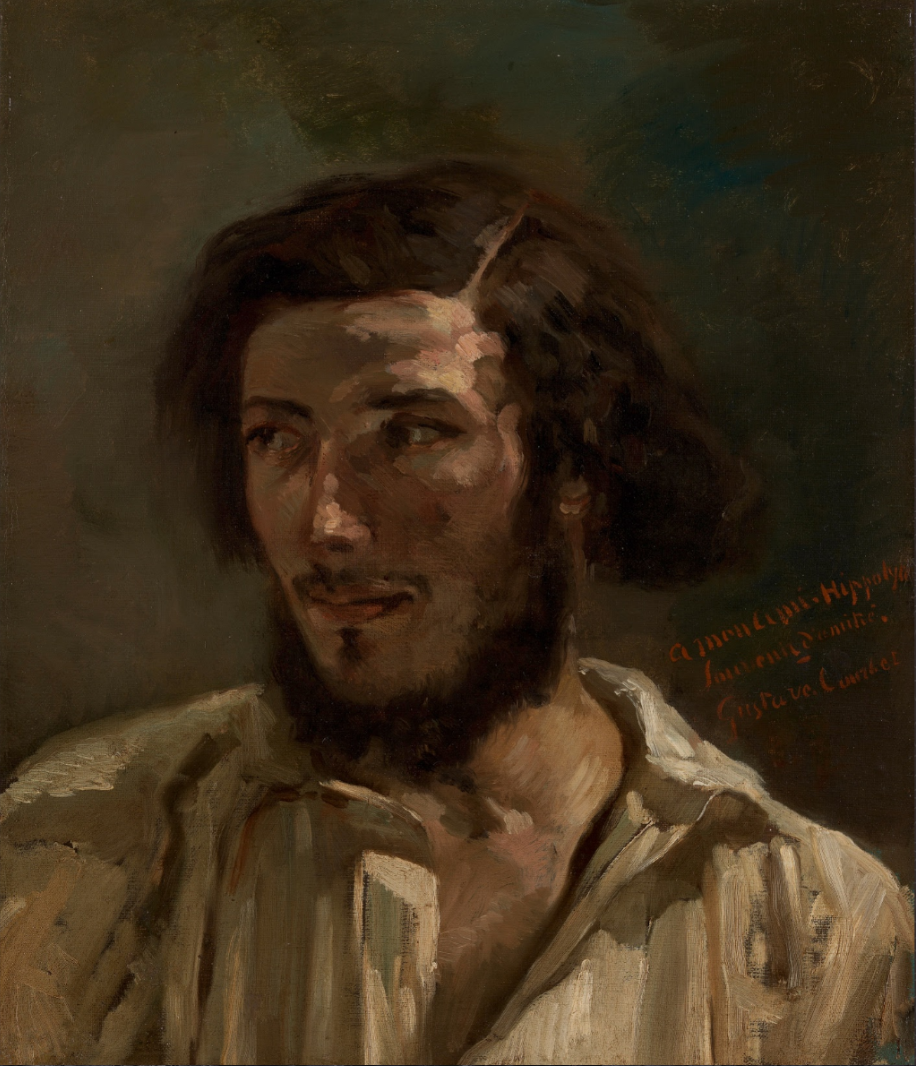
Hippolyte Pradelles

- Alexis Millardet (° 1838), ampélographe et botaniste † 15 décembre 1902.
- Louis-Augustin Auguin (° 29 mai 1824 à Rochefort - † 30 juillet 1903), peintre naturaliste.
- 1911 :
  - Alfred Daney (° 1832), homme politique, maire de Bordeaux † 1911.
  - Louis Garros (° 1833), architecte † 1911.
- Hippolyte Pradelles (° 1824), artiste peintre paysagiste français † 6 janvier 1913.
- 1914 :
  - Jean Bouche (° 1854), homme politique, maire de Bordeaux † 1914.
  - Albert de Mun (° 1841), homme politique † 6 octobre 1914.
- 1915 :
  - Maurice Gufflet (° 1863), skipper † 22 avril 1915.
  - André Lafon, (né le 17 avril 1883 à Blaye), écrivain, † 5 mai 1915.

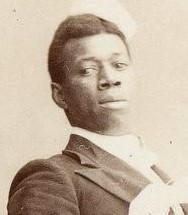
Rafael dit Chocolat (clown)

- Rafael Padilla, dit Chocolat (° 1868), clown cubain † 4 novembre 1917.
- Émile Bodin (° 1869), écrivain † 18 septembre 1923.
- Dolors Martí Domènech (° 1901), femme politique † 1970.
- Charles Gruet (° 1844), homme politique, maire de Bordeaux † 6 août 1928.
- Ulysse Gayon (° 1845), biochimiste et agronome † 11 avril 1929.
- Pierre Paulin Andrieu (° 1849), cardinal † 14 février 1935.
- Louis-Alexandre Cabié (° 1853, peintre français † 26 février 1939.
- Maurice Martin (° 1861), poète et journaliste † 1941.
- Gaston Veuvenot Leroux (° 1854 à Paris), sculpteur, statuaire et graveur médailleur † 1942.
- 1944 :
  - Claude Bonnier (° 1897 à Paris), résistant † 10 février 1944.
  - Robert Darniche (° 1910 à Loubens), résistant † 8 août 1944.
  - Ermend-Bonnal (° 1880 à Bordeaux), organiste et compositeur † 14 août 1944.
  - Édouard Bourciez (° 1854 à Niort), romaniste, † 6 octobre 1946.
  - Aymar de Saint-Saud (° 1853 à Coulonges-sur-l'Autize), pyrénéiste et cartographe † 13 février 1951.
- 1952 :
  - Maurice Goudichaud (° 1889 à Saint-Émilion), ingénieur et industriel † 8 avril 1952.
  - Julien-Fernand Vaubourgoin (° 1880 à Bordeaux), compositeur et professeur de musique † 25 novembre 1952.
- 1955 :
  - Xavier de Gaulle (° 1887 à Lille), résistant, Ingénieur civil des Mines, Consul à Genève † 9 février 1955.
  - Raymond Guérin (° 1905), écrivain † 12 septembre 1955.
  - Jean-Fernand Audeguil (° 1887), homme politique, maire de Bordeaux † 23 novembre 1956.
  - Robert Pitrou (° 1879 à Paris), germaniste et musicographe † 1er juin 1963.
  - Louis Émié (° 1900 à Bègles), écrivain † 27 novembre 1967.
  - Paul Richaud (° 1887 à Versailles), archevêque † 5 février 1968.
- 1969 :
  - Jean-Paul Trabut-Cussac, (°1924 à Bordeaux), bibliothécaire et historien † 12 janvier 1969.
  - Pierre Capdevielle (° 1906 à Paris), chef d'orchestre et compositeur † 9 juillet 1969.
- 1974 :
  - Pierre Petiteau (° 1899 à La Réole), joueur de rugby à XV † 9 avril 1974.
  - Maurice Sarazac (° 1908 à Liorac-sur-Louyre), Compagnon de la Libération † 28 octobre 1974.
- 1976 :
  - Pierre Molinier (° 1900), peintre et photographe † 3 mars 1976.
- 1977 :
  - Paul Delmas-Marsalet (1898-1977) neurologue et psychiatre.
- 1978 :
  - Georges de Sonneville (° 1889 à Nouméa), peintre et graveur, † 21 mars 1978
- 1980 :
  - René Violaines (1898, 1980), poète et écrivain régionaliste, † 10 juin 1980
  - Lucien Faucheux (° 1899), coureur cycliste † 24 juillet 1980.
  - Antoine Priore (° 1912), inventeur † 9 mai 1983
- 1986 :
  - Kléber Harpain (° 1891), homme de théâtre † 1986.
  - René Buthaud (° 1886), peintre et céramiste † 4 décembre 1986.
- 1988 :
  - Jean-Claude Reynal (° 1938), dessinateur et graveur † 19 mars 1988.
  - Louis-Jean-Frédéric Guyot (° 1905), cardinal † 1er août 1988.
- Christiane Castelli (° 1922), chanteuse d'opéra † 2 décembre 1989.
- Pierre Descamps (° 1916), homme politique belge † 19 avril 1992.
- Clément Dupont (° 1899), joueur de rugby à XV † 1er novembre 1993.
- Gabriel Delaunay (° 1907), résistant et haut fonctionnaire † 5 août 1998.
- 1988 :
  - Hippolyte Piozin (° 1913), résistant, Compagnon de la Libération † 22 juillet 1994.
- 1999 :
  - David Stein (° 1935), faussaire et marchand d'art † octobre 1999.
  - Marcel Orsini (né le 1er février 1911 à Toulon), médecin militaire, compagnon de la Libération † 24 novembre 1999.
  - Jéhan de Buhan (° 1912), escrimeur † 14 décembre 1999.

### Décès auXXIesiècle
- 2001 :
  - Pierre Eyt (° 1934), archevêque † 11 juin 2001.
  - Francisco Rabal (° 1926), acteur, réalisateur et scénariste espagnol † 29 août 2001.
- 2003 :
  - Joseph Ventaja (° 1930), boxeur † 11 août 2003.
  - Renaud Paulian (° 1913), recteur d'académie, naturaliste (entomologiste) † 16 août 2003.
- William Margolis (° 1944), écrivain américain † 2004.
- Jean Cayrol (° 1911), poète, romancier, essayiste et éditeur † 10 février 2005.
- Francis Girod (° 1944), réalisateur et cinéaste † 19 novembre 2006.
- Jean Boiteux (° 1933), nageur et dirigeant sportif † 11 avril 2010.
- Cizia Zykë (° 1949), aventurier et écrivain français † 27 septembre 2011.
- 2019 :
  - Éric Duyckaerts (né le 4 février 1953 à Liège), artiste contemporain belge † 25 janvier 2019.
  - Paul Sauvage (° 1939), footballeur international français † 17 décembre 2019.

- 2020 :
  - Jean Bernard Marquette (°1934), historien † 24 novembre 2020

## Résidents célèbres
(classement par année de naissance)

### XIIesiècle
- Aliénor d'Aquitaine (°v.1122- † 1204) duchesse d'Aquitaine, épousa le roi Louis VII de France le 25 juillet 1137 à la Cathédrale Saint-André de Bordeaux.

### XIVesiècle
- Guillaume-Amanieu de Madaillan (° 1375 - † 1414), sire de Lesparre, gouverneur et maire de Bordeaux.

### XVesiècle
- Pey Berland ou Pierre Berland (°v. 1370- † 1458), archevêque de Bordeaux de 1430 à 1456, édificateur de la tour Pey Berland.

### XVIesiècle
- Jacques II de Goyon de Matignon (° 1525 - † 1598), maréchal de France, lieutenant-général de Normandie, maire de Bordeaux et gouverneur de Guyenne.
- Étienne de la Boétie (° 1530 - † 1563), philosophe, moraliste et homme politique.
- Michel de Montaigne (° 1533 - † 1592), philosophe, moraliste et homme politique. Maire de Bordeaux de 1581 à 1585.
- Louis de Foix, ingénieur du roi en Guyenne, aménage les défenses de la ville de Bordeaux et construit le phare de Cordouan.

### XVIIesiècle

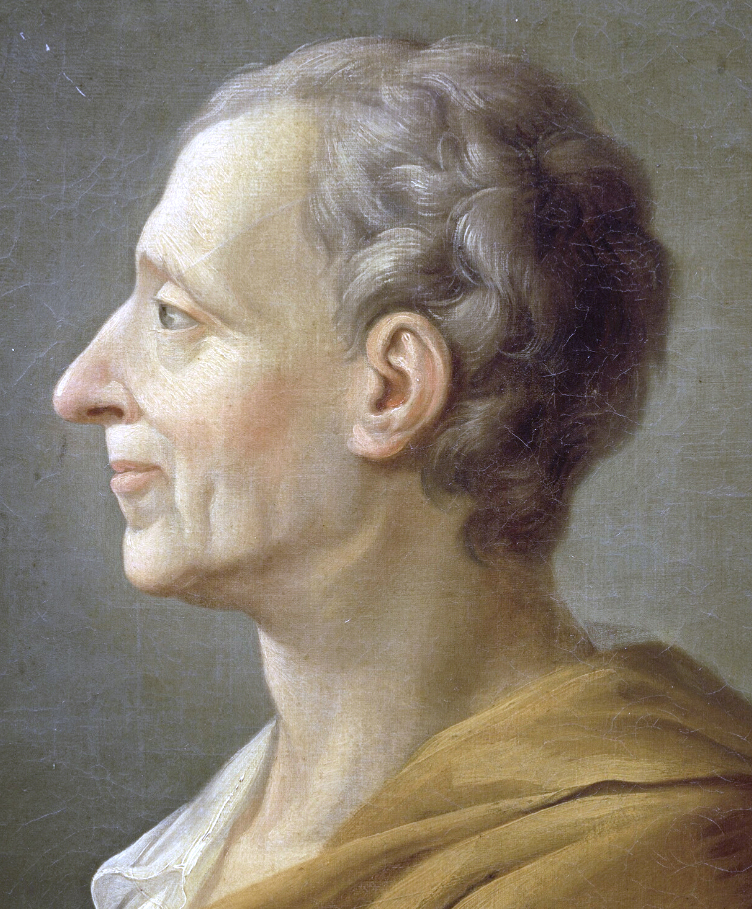
Montesquieu

- Pierre Mitchell (° 1687 - † 1740), fondateur de la première verrerie de Bordeaux.
- Montesquieu (° 1689 - † 1755), moraliste, philosophe et écrivain.

### XVIIIesiècle
- Dominique Garat (° 1735 - † 1799), avocat, homme politique.
- Ferdinand-Maximilien-Mériadec de Rohan-Guéméné (° 1738 - † 1813), archevêque et créateur du Palais Rohan.
- Etienne Polverel (1740, † 1795), avocat, homme politique de la Révolution française, initiateur de l'abolition de l'esclavage lors de son poste à Saint-Domingue.
- Louis Monneron (° 1742 - 1805), négociant, armateur, banquier, homme politique et membre de la Société des Amis des Noirs.
- Friedrich Hölderlin (° 1770 - † 1843), poète allemand.
- Louis-François-Armand de Vignerot du Plessis de Richelieu (° 1696 - † 1788), duc de Richelieu, maréchal de France, gouverneur de Guyenne.

### XIXesiècle
- Antoine Renard (° 1825 - † 1872), ténor et auteur de la musique de la chanson Le Temps des cerises.
- Edmond Dédé (° 1829 - † 1901), compositeur et chef d'orchestre américain.
- Maurice Jeannel (° 1850 - † 1918), médecin chirurgien spécialiste de la chirurgie abdominale et osseuse.
- Timothée Piéchaud (° 1850 - † 1905), professeur à la Faculté de médecine de Bordeaux, titulaire de la première chaire de clinique de chirurgie infantile de France.
- Pierre-Félix Lagrange (° 1857 - † 1922), ophtalmologue.

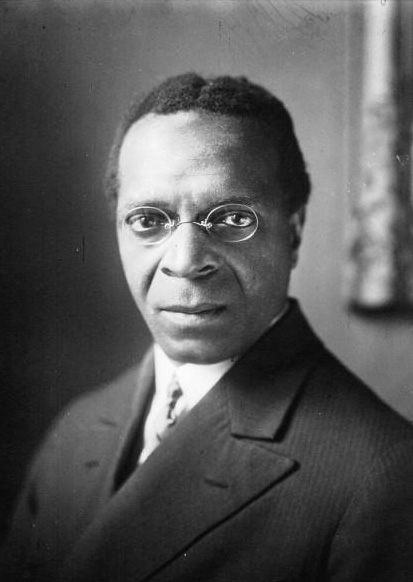
René Maran

- Eugène Atget (° 1857 - † 1927), photographe.
- Camille Jullian (° 1859 - † 1933), historien, philologue et épigraphe.
- Georges Goursat dit Sem (° 1863 - † 1934), affichiste, caricaturiste et illustrateur.
- Armand Jean Malafayde dit Séverin-Mars (1873 - † 1921), acteur, réalisateur et scénariste
- Marius de Buzon (° 1879 - † 1934), peintre.
- Félix Éboué (° 1884 - † 1944), haut fonctionnaire et homme politique.
- Aristides de Sousa Mendes (° 1885 - † 1954), diplomate portugais.
- Martial-Piéchaud (° 1885 - † 1957), homme de lettres, critique littéraire, écrivain.
- René Maran (° 1887 - † 1960), écrivain.
- Ferdinand Piéchaud (° 1890 - † 1958), médecin, professeur à la Faculté de médecine de Bordeaux.

### XXesiècle

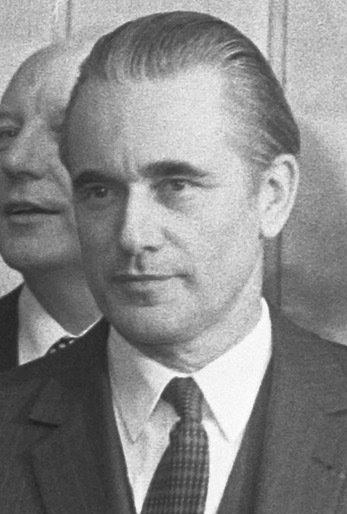
Jacques Chaban-Delmas

- Jacques Chaban-Delmas (° 1915 - † 2000), homme politique, premier ministre et maire de Bordeaux.
- Georgette Plana (° 1917 - † 2005), danseuse et chanteuse.
- Denise de Sonneville-Bordes (° 1919 - † 2008), préhistorien.
- François Bordes (° 1919 - † 1981), préhistorien et auteur de science-fiction.
- Dominique Piéchaud (° 1922 - † 2011), artiste, sculpteur, médailleur.
- Aimé Jacquet (° 1941), joueur et entraîneur international de football.
- Bertrand Piéchaud (° 1941), sculpteur, peintre.
- Alain Juppé (° 1945), homme politique, premier ministre et maire de Bordeaux.
- Isabelle Mayereau (° 1947), chanteuse.
- Michèle Delaunay (° 1947), dermato-cancérologue et femme politique.
- Richard Rigamonti, alias Richard de Bordeaux (né en 1950), architecte d'intérieur et chanteur.
- Jofo (° 1961), illustrateur et artiste peintre.
- Philippe Poutou (° 1967), ouvrier et homme politique.
- Karfa Diallo (° 1971), écrivain.
- Ulrich Ramé (° 1972), footballeur.
- Naïma Charaï (° 1972), responsable de programmes médicaux-sociaux et femme politique de gauche.
- Zinédine Zidane (° 1972), footballeur.
- Pedro Miguel Pauleta (° 1973), footballeur.
- Kinette Gautier (° Inconnue), œnologue et sommelière.
- Yvonne Noutari (1915-1945), résistante communiste, morte à Mauthausen
- Eloise Lièvre (1974-), écrivain

## Pour approfondir